# Inger Marie Bruun-Vierø
Inger Marie Bruun-Vierø (født 24. november 1942 i Rønninge ved Langeskov) er en dansk jurist og politiker, der har været medlem af Folketinget og sundheds- og omsorgsborgmester i Københavns Kommune, valgt for Det Radikale Venstre. 
Bruun-Vierø blev student fra Odense Katedralskole i 1961 og blev cand.jur. fra Aarhus Universitet i 1970. Som nyuddannet blev hun sekretær/fuldmægtig i Frederiksberg Kommune, hvor hun var til 1974. Fra 1974 var hun fuldmægtig ved Danmarks Lærerhøjskole, indtil hun i 1979 kom til Amternes og Kommunernes Forskningsinstitut som administrator. I 1987 blev hun afdelingschef i Gentofte Kommune, og i 1991 blev hun vicedirektør i Socialforskningsinstituttet. Hun er nu vicedirektør for Kennedy Centret i Glostrup 
Hun startede sin politiske karriere som folketingskandidat for Det Radikale Venstre i Østerbrokredsen i 1979 og var midlertidigt medlem af Folketinget i kortere perioder i 1984, 1985, 1987, 1988, 1990, 1993, 1994 og 1996. Hun blev fast medlem af tinget 1. marts 2000, da Jørgen Estrup nedlagde sit mandat. Hun var medlem frem til valget 20. november 2001. I 1990 blev hun medlem af Københavns Borgerrepræsentation som den eneste repræsentant for Det Radikale Venstre, og fra 2002 til 2005 var hun kommunens sundheds- og omsorgsborgmester. Derudover har hun været bestyrelsesmedlem i Hovedstadens Sygehusfællesskab, Byfornyelsesselskabet Danmark og Den Kommunale Højskole.
Inger Marie Bruun-Vierø blev i 2009 kommandør af Dannebrogordenen. Hun er gift med Jørgen Søndergaard.